# Ferdinand Gottschalk
Pour les articles homonymes, voir Gottschalk.
Ferdinand Gottschalk, né le 28 février 1858 à Londres (Angleterre), où il est mort le 10 novembre 1944, est un acteur et metteur en scène anglais.

## Biographie
Installé aux États-Unis durant la majeure partie de sa carrière, Ferdinand Gottschalk est très actif au théâtre à Broadway (New York), où il débute en 1894 dans la pièce The Amazons d'Arthur Wing Pinero. Il joue sur les planches new-yorkaises jusqu'en 1935, dans cinquante-et-une pièces (entre autres, de Philip Barry, Clyde Fitch et William Shakespeare, outre Pinero pré-cité) et deux comédies musicales (en 1903-1904). Il a notamment comme partenaires Arthur Byron, Pedro de Cordoba, Leslie Howard, Mary Nash, Alison Skipworth et Henry Stephenson. Par ailleurs, il assure la mise en scène de deux pièces (sans y jouer), créées à Broadway en 1907 et 1916.
Au cinéma, il collabore à soixante-quinze films (dans des seconds rôles de caractère), exclusivement américains, les trois premiers muets. Il débute à l'écran dans deux réalisations de Dell Henderson, Please Help Emily (1917), puis My Wife (1918), adaptations des pièces éponymes qu'il avait créées à Broadway (My Wife en 1907 et Please Help Emily en 1916). Son troisième et dernier film muet est Zaza (version de 1923) d'Allan Dwan, avec Gloria Swanson dans le rôle-titre.
Ses soixante-douze autres films sont tournés après le passage au parlant. Le premier est un court métrage (Many Happy Returns, 1930). Le suivant, un long métrage, est Cette nuit ou jamais de Mervyn LeRoy (1931, avec Gloria Swanson et Melvyn Douglas), adaptation de la pièce Tonight or Never — titre original du film — qu'il venait de créer à Broadway, aux côtés de Melvyn Douglas et Edmund Lowe. Son troisième film parlant est Grand Hotel d'Edmund Goulding (1932, avec Greta Garbo et John Barrymore). Le cinquième est Le Signe de la croix de Cecil B. DeMille (1932, avec Fredric March et Claudette Colbert). Mentionnons également Les Misérables de Richard Boleslawski (1935, adaptation du fameux roman de Victor Hugo), où il tient le rôle de Thénardier, aux côtés de Fredric March (Jean Valjean) et Charles Laughton (Javert).
Les quatre derniers films de Ferdinand Gottschalk sortent en 1938, dont Les Aventures de Marco Polo d'Archie Mayo (avec Gary Cooper interprétant Marco Polo) et Josette et compagnie d'Allan Dwan à nouveau (avec Don Ameche et Simone Simon). Il se retire alors et regagne Londres, sa ville natale, où il meurt en 1944.

## Théâtre (à Broadway)

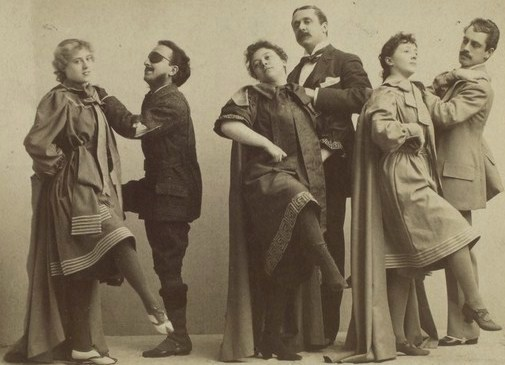
Ferdinand Gottschalk (2e à gauche, portant un bandeau) en 1894, lors de la création à Broadway de la pièce The Amazons d'Arthur Wing Pinero, avec une partie de la troupe - photo promotionnelle -

Pièces, comme acteur, sauf mention contraire
- 1894 : The Amazons d'Arthur Wing Pinero
- 1896 : The Squire of Dames (auteur non-spécifié), avec Arthur Byron
- 1897 : Le Truc de Séraphin (Never again ou The Tricks of Seraphin) d'Antony Mars et Maurice Desvallières, adaptation de T.R. Birmingham, avec May Robson
- 1899-1900 : The Manoeuvres of Jane d'Henry Arthur Jones, avec Alison Skipworth
- 1900 : Ma bru ! (My Daughter-in-Law), adaptation d'après Fabrice Carré et Paul Bilhaud
- 1901 : The Climbers de (et mise en scène par) Clyde Fitch
- 1902 : Lady Margaret, adaptation d'après Edward Rose
- 1902 : A Modern Magdalen d'Haddon Chambers, avec Arthur Byron
- 1903 : Mme Flirt (The Frisky Mrs. Johnson) de Paul Gavault et Georges Berr, adaptation et mise en scène de Clyde Fitch, avec Alison Skipworth
- 1903-1904 : The Girl from Dixie, comédie musicale, musique de divers, lyrics et livret d'Harry B. Smith
- 1904 : Glittering Gloria, comédie musicale, musique de Bernard Rolt, lyrics d'Hugh Morton et Bernard Rolt, livret d'Hugh Morton
- 1904 : The Duke of Killicrankie de Robert Marshall
- 1905 : The Toast of the Town de Clyde Fitch
- 1906 : The Braisley Diamond d'Irving L. Hall et W. A. Tremayne
- 1906 : Lucky Miss Dean de Sidney Bowkett
- 1906 : The Triangle de Rupert Hughes
- 1906 : Le Bonheur, Mesdames ! (Barbara's Millions) de Francis de Croisset, adaptation de Paul M. Potter
- 1907 : Widower's Houses de George Bernard Shaw, avec Henry Kolker
- 1907 : The Primrose Path de (et produite par) Bayard Veiller, avec Sheldon Lewis, Margaret Wycherly (metteur en scène uniquement, conjointement avec Charles Sinclair)
- 1907 : Mademoiselle Josette, ma femme de Paul Gavault et Robert Charvay (My Wife), adaptation de Michael Morton, avec Billie Burke (+ rôle dans l'adaptation au cinéma de 1918 : voir filmographie ci-après)
- 1909 : The Revellers de (et avec) Charles Richman
- 1909 : Antoine et Cléopâtre (Antony and Cleopatra) de William Shakespeare
- 1909 : The Cottage in the Air d'Edward Knoblock
- 1909 : Strife de John Galsworthy
- 1909 : L'École de la médisance (The Schoof for Scandal) de Richard Brinsley Sheridan
- 1910 : La Nuit des rois, ou Ce que vous voudrez (Twelfth Night, or What you will) de William Shakespeare, avec Pedro de Cordoba
- 1910 : Le Conte d'hiver (The Winter's Tale) de William Shakespeare, avec Pedro de Cordoba, Henry Kolker
- 1910 : Les Joyeuses Commères de Windsor (The Merry Wives of Windsor) de William Shakespeare, avec Pedro de Cordoba
- 1910 : The Thunderbolt d'Arthur Wing Pinero
- 1910 : Vieil Heidelberg de Wilhelm Meyer-Förster (de)
- 1911 : La Foire aux vanités (Vanity Fair), adaptation de Robert Hichens et Cosmo Gordon-Lennox, d'après le roman éponyme de William Makepeace Thackeray, avec Pedro de Cordoba
- 1911 : Noah's Flood (auteur non-spécifié), avec Pedro de Cordoba
- 1913 : Le cœur dispose (The New Secretary) de Francis de Croisset, adaptation de Cosmo Gordon-Lennox
- 1914 : The Truth de Clyde Fitch, avec Conway Tearle
- 1914 : The Prodigal Husband de Dario Niccodemi et Michael Morton, avec Helen Hayes
- 1916 : Please Help Emily d'H. M. Harwood (+ rôle dans l'adaptation au cinéma de 1917 : voir filmographie ci-dessous)
- 1916 : Such is Life d'Harold Owen, avec Cathleen Nesbitt (mise en scène uniquement, conjointement avec Sam Sothern)
- 1917 : The Morris Dance d'Harley Granville-Baker, d'après le roman Un mort encombrant (The Wrong Box) de Robert Louis Stevenson, avec Richard Bennett, Elisabeth Risdon
- 1919-1920 : Adam et Ève (Adam and Eva) de Guy Bolton et George Middleton, avec Berton Churchill, Otto Kruger
- 1921-1922 : Captain Applejack de (et mise en scène par) Walter Hackett, avec Mary Nash
- 1922 : The Truth about Blayds d'Alan Alexander Milne, avec Gilbert Emery, Leslie Howard, Frieda Inescort
- 1922-1923 : The Lady Cristilinda de Monckton Hoffe, avec Fay Bainter, Arthur Byron, Leslie Howard, Gavin Muir, Elizabeth Patterson
- 1923 : You and I de Philip Barry, avec Frieda Inescort, H. B. Warner, Lucile Watson
- 1924 : The Bride de Stuart Olivier, avec Peggy Wood
- 1925 : The Stork de László Fodor, adaptation de Ben Hecht, avec Katharine Alexander, Morgan Wallace
- 1925 : The Buccaneer de Maxwell Anderson et Laurence Stallings
- 1925-1926 : In a Garden de Philip Barry, avec Louis Calhern, Frank Conroy
- 1926 : La Cena delle beffe (The Jest) de Sem Benelli, adaptation avec Maria Ouspenskaïa, Basil Sydney
- 1927 : The Crown Prince, adaptation de Zoe Akins, d'après Ernest Vajda, avec Henry Stephenson, Basil Sydney
- 1927-1928 : The Command to Love, adaptation d'Herman Bernstein et Brian Marlow, d'après Rudolf Lothar et Fritz Gottwald, avec Violet Kemble-Cooper, Mary Nash, Basil Rathbone, Henry Stephenson
- 1929 : The Love Duel, adaptation de Zoe Akins, d'après Lili Hatvany, avec Ethel Barrymore, Louis Calhern, Henry Stephenson
- 1930 : Joseph de Bertram Bloch, mise en scène de George S. Kaufman, avec Douglass Dumbrille
- 1930 : Lost Sheep de Belford Forrest
- 1930-1931 : Tonight or Never de Lili Hatvany et Ernest Vajda, mise en scène et produite par David Belasco, avec Melvyn Douglas, Robert Greig, Edmund Lowe (+ rôle dans l'adaptation au cinéma de 1931 : voir filmographie ci-dessous)
- 1935 : Play, Genius, Play ! de Judith Kandel, avec Gavin Muir

## Filmographie

### Années 1910
- 1917 : Please Help Emily de Dell Henderson
- 1918 : My Wife de Dell Henderson

### Années 1920
- 1923 : Zaza d'Allan Dwan

### Années 1930
- 1930 : Many Happy Returns d'Arthur Hurley
- 1931 : Cette nuit ou jamais (Tonight or Never) de Mervyn LeRoy
- 1932 : Grand Hotel d'Edmund Goulding
- 1932 : Le Masque d'or (The Mask of Fu Manchu) de Charles Brabin
- 1932 : Le Signe de la croix (The Sign of the Cross) de Cecil B. DeMille
- 1933 : Grand Slam de William Dieterle
- 1933 : Parole Girl de Edward F. Cline
- 1933 : Girl Missing (en) de Robert Florey
- 1933 : La Porte des rêves (The Keyhole) de Michael Curtiz
- 1933 : The Warrior's Husband de Walter Lang
- 1933 : Une soirée à Vienne (Reunion in Vienna) de Sidney Franklin
- 1933 : Ex-Lady de Robert Florey
- 1933 : Chercheuses d'or de 1933 (Gold Diggers of 1933) de Mervyn LeRoy
- 1933 : Horse Play d'Edward Sedgwick
- 1933 : She Had to Say Yes de George Amy et Busby Berkeley
- 1933 : Club de minuit (Midnight Club) d'Alexander Hall et George Somnes (en)
- 1933 : No Marriage Ties de J. Walter Ruben
- 1933 : Goodbye Again de Michael Curtiz
- 1933 : Berkeley Square, de Frank Lloyd
- 1933 : Female de Michael Curtiz
- 1934 : Bombay Mail d'Edwin L. Marin
- 1934 : Long Lost Father d'Ernest B. Schoedsack
- 1934 : Nana de Dorothy Arzner et George Fitzmaurice
- 1934 : Quand une femme aime (Riptide) d'Edmund Goulding
- 1934 : Franc Jeu (Gambling Lady) d'Archie Mayo
- 1934 : I Believed in You d'Irving Cummings
- 1934 : The Witching Hour de Henry Hathaway
- 1934 : L'Homme de quarante ans (Upperworld) de Roy Del Ruth
- 1934 : Stingaree de William A. Wellman
- 1934 : Hollywood Party de Richard Boleslawski, Allan Dwan...
- 1934 : Une femme diabolique (The Notorious Sophie Lang) de Ralph Murphy
- 1934 : One Exciting Adventure d'Ernst L. Frank
- 1934 : Le Chanteur de Broadway (King Kelly of the U.S.A.) de Leonard Fields
- 1934 : Cléopâtre (Cleopatra) de Cecil B. DeMille
- 1934 : Madame du Barry (titre original) de William Dieterle
- 1934 : I Sell Anything (en) de Robert Florey
- 1934 : I Am a Thief (en) de Robert Florey
- 1934 : Secret of the Chateau de Richard Thorpe
- 1934 : Sing Sing Nights de Lewis D. Collins
- 1934 : The Man who reclaimed his Head d'Edward Ludwig
- 1935 : Le Conquérant des Indes (Clive of India) de Richard Boleslawski
- 1935 : Folies Bergère de Paris (titre original) de Roy Del Ruth (version en anglais)
- 1935 : Night Life of the Gods de Lowell Sherman
- 1935 : Les Misérables (titre original) de Richard Boleslawski
- 1935 : Une femme à bord (Vagabond Lady) de Sam Taylor
- 1935 : Folies-Bergère de Marcel Achard et Roy Del Ruth (version française alternative du précédent)
- 1935 : Cinquante mille dollars morte ou vive (Three Kids and a Queen) d'Edward Ludwig
- 1935 : Cœurs brisés (Break of Hearts) de Philip Moeller
- 1935 : Here Comes the Band de Paul Sloane
- 1935 : Mexico et retour (Red Salute) de Sidney Lanfield
- 1935 : Le Gai Mensonge (The Gay Deception) de William Wyler
- 1935 : Cinquante mille dollars morte ou vive (Three Kids and a Queen) d'Edward Ludwig
- 1935 : The Melody lingers on de David Burton
- 1935 : Peter Ibbetson de Henry Hathaway
- 1935 : L'Homme qui fait sauter la banque (The Man Who Broke the Bank at Monte Carlo) de Stephen Roberts
- 1935 : Griseries (I Dream Too Much) de John Cromwell
- 1936 : Suzy de George Fitzmaurice
- 1936 : Bunker Bean de William Hamilton et Edward Killy
- 1936 : Le Jardin d'Allah (The Garden of Allah) de Richard Boleslawski
- 1936 : White Legion de Karl Brown
- 1936 : The Man I Marry de Ralph Murphy
- 1936 : Along Came Love de Bert Lytell
- 1936 : Adieu Paris, bonjour New York (That Girl from Paris) de Leigh Jason
- 1937 : The Crime Nobody Saw de Charles Barton
- 1937 : Café métropole (Café Metropole) d'Edward H. Griffith
- 1937 : Carnival in Paris de Wilhelm Thiele
- 1937 : Nuits d'Arabie (Ali Baba goes to Town) de David Butler
- 1937 : Kidnappez-moi, Monsieur ! (I'll take Romance) d'Edward H. Griffith
- 1938 : Romance in the Dark de H. C. Potter
- 1938 : Les Aventures de Marco Polo (The Adventures of Marco Polo) d'Archie Mayo
- 1938 : Paradis volé (Stolen Heaven) d'Andrew L. Stone
- 1938 : Josette et compagnie (Josette) d'Allan Dwan